# Фишбах бај Дан
Фишбах бај Дан (њем. Fischbach bei Dahn) општина је у њемачкој савезној држави Рајна-Палатинат. Једно је од 84 општинска средишта округа Југозападни Палатинат. Према процјени из 2010. у општини је живјело 1.588 становника. Посједује регионалну шифру (AGS) 7340011.

## Географски и демографски подаци
Фишбах бај Дан се налази у савезној држави Рајна-Палатинат у округу Југозападни Палатинат. Општина се налази на надморској висини од 195 метара. Површина општине износи 32,9 km². У самом мјесту је, према процјени из 2010. године, живјело 1.588 становника. Просјечна густина становништва износи 48 становника/km².

## Међународна сарадња
| Мјесто | Држава    | Врста сарадње | Од    |
| ------ | --------- | ------------- | ----- |
|        | Француска | партнерство   | 1973. |
| Извор  |           |               |       |